# König-Oskar-II.-Kapelle

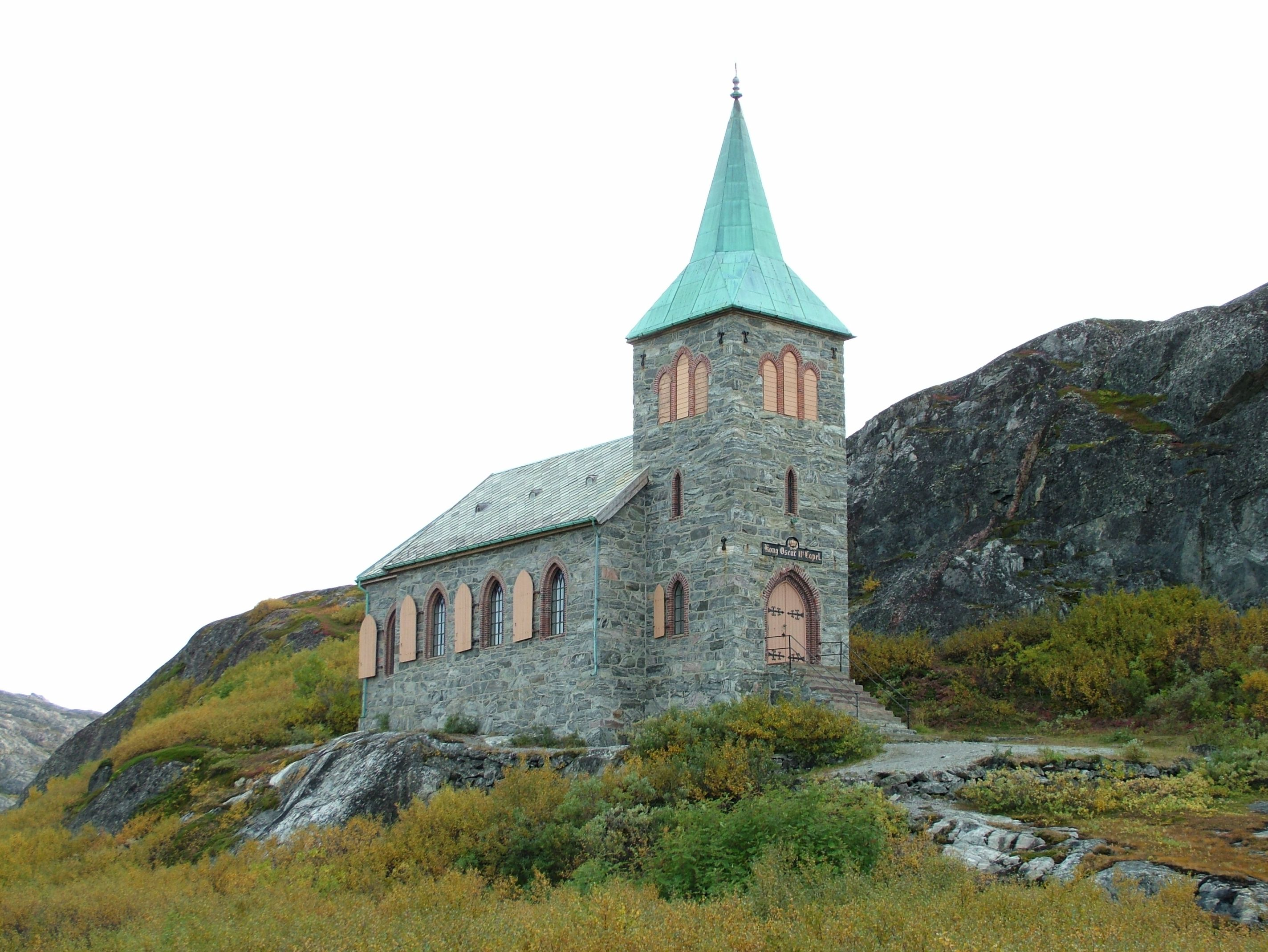
König-Oskar-II.-Kapelle

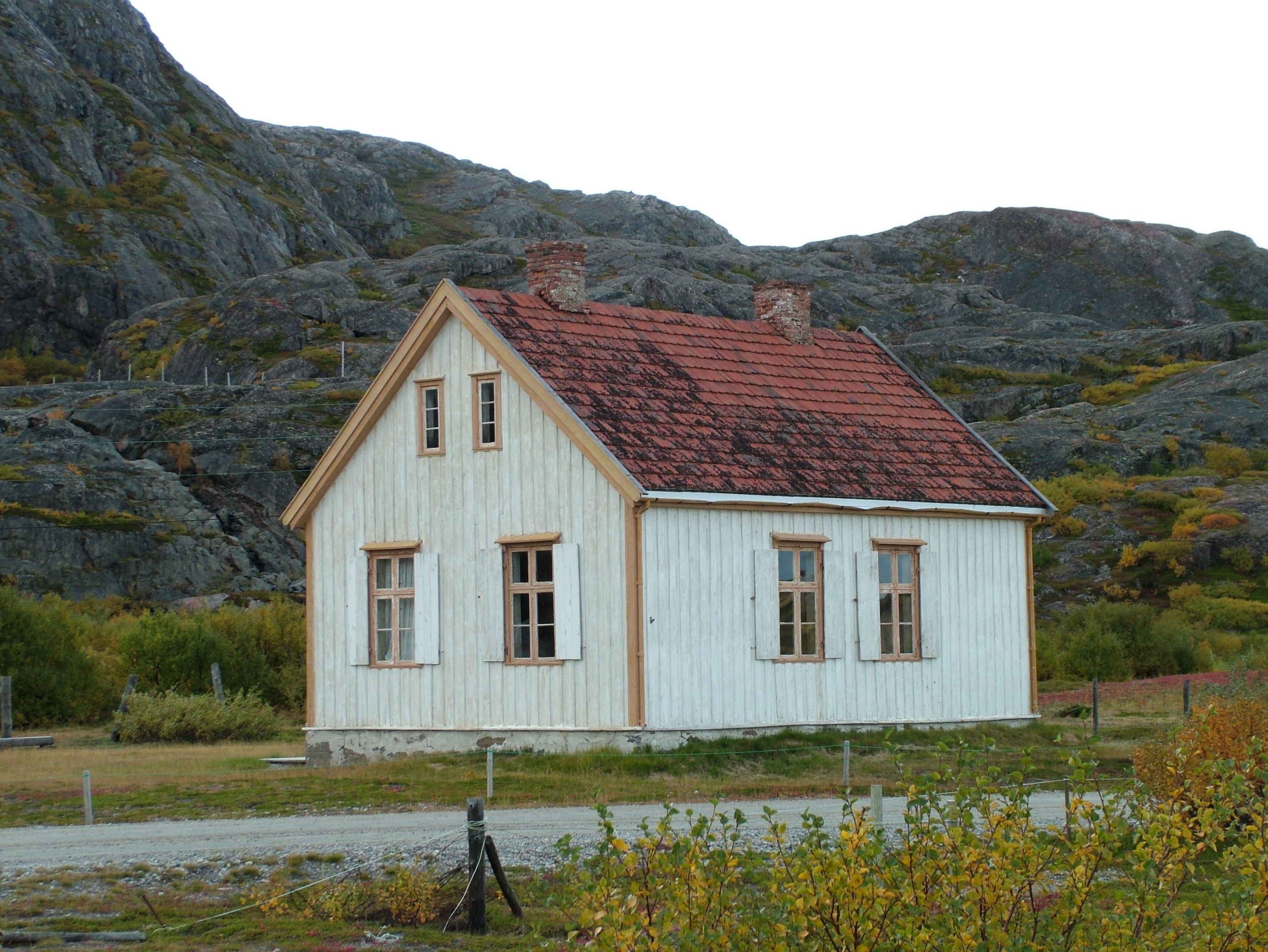
Ehemaliges Pfarrhaus

Die König-Oskar-II.-Kapelle (norwegisch Kong Oscar IIs kapell) ist eine kleine evangelisch-lutherische Kirche in der verlassenen Ortschaft Grense Jakobselv in der Gemeinde Sør-Varanger im Osten des Fylkes Finnmark im äußersten Nordosten Norwegens.
Die Kapelle liegt oberhalb des in den Varangerfjord mündenden, hier ästuarähnlich verbreiterten Flusses Jakobselva, dessen Mitte die Grenze zu Russland bildet – 1920 bis 1944 zwischen Norwegen und Finnland. Der granitene Felssteinbau wurde als Grenzmarkierung errichtet, nachdem es häufig Streitigkeiten um den Grenzverlauf zwischen norwegischen und russischen Pelztierjägern und Fischern gegeben hatte, und im September 1869 durch Bischof Friedrich Waldemar Hvoslef geweiht. Zugehörig ist ein Pfarrhaus. Architekt war Jacob Wilhelm Nordan. Eine Restaurierung erfolgte 1992.
Ihren Namen erhielt die 70 Sitzplätze bietende Kirche im Jahr 1873 anlässlich eines Besuchs des norwegischen Königs Oskar II. von Schweden.
An den Besuch erinnert eine Marmor-Platte mit der Inschrift: „König Oskar II. hörte das Wort Gottes hier am 4. Juli 1873“ in norwegischer und samischer Sprache.
Die Kapelle war wegen ihrer guten Erkennbarkeit vom Meer aus eine Landmarke für Seeleute. Zur besseren Sichtbarkeit wurde sie im Jahr 1883 weiß gekälkt, neuerlich 1884. Dieses Weiß wurde 1969 zum hundertjährigen Jubiläum entfernt. Alles kirchliche Silber wurde vor der Befreiung der Finnmark (siehe Unternehmen Nordlicht und 20. Gebirgs-Armee) im Jahr 1944 gestohlen.
Die Kapelle gehört zum Kulturerbe des norwegischen Riksantikvaren.